# Hermann Georg Fritsche
Hermann Georg Fritsche (20. prosince 1846, Bílsko – 8. října 1924, Bělá) byl rakouský evangelický teolog, publicista, duchovní a církevní hodnostář.
Roku 1897 se stal superintendentem haličské superintendence a. v. Evangelické církve v Rakousku; v letech 1920–1924 zastával úřad prvního superintendenta Evangelické církve augsburského a helvetského vyznání v Malopolsku.